# Cygwin
Cygwin е софтуерен пакет, първоначално разработен от Cygnus Solutions, който позволява на операционната система Windows да работи подобно на Unix система. Софтуерът, конвертиран в Windows от Cygwin, работи оптимално на системи Windows NT и някои от тях могат да работят задоволително и на системи Windows 9x. Днес Cygwin се разработва от екипа на Red Hat и други като свободен софтуер.

## Описание
Cygwin включва библиотека, която изпълнява POSIX системни команди, използвайки Windows системни команди, инструменти за разработка на GNU (като GCC и GDB), които дават възможност за основно разработване на софтуер, както и голям брой основни Unix инструменти. Пакетът не позволява да се изпълняват Linux приложения на Windows и трябва да изградите софтуер от техния изходен код, за да се изпълняват под Windows.
Red Hat разпространява Cygwin под лиценз GPL, но изисква софтуерът, който използва Cygwin, да бъде лицензиран под лиценз с отворен код. Компанията също така позволява да придобие търговски лиценз, който позволява разпространението на несвободен софтуер (proprietary software), базиран на Cygwin.